# Camelocerambyx semiruber
Camelocerambyx semiruber är en skalbaggsart som beskrevs av J. Linsley Gressitt och Yves Rondon 1970. Camelocerambyx semiruber ingår i släktet Camelocerambyx och familjen långhorningar.
Artens utbredningsområde är Laos. Inga underarter finns listade.